# Rhodococcus
Die Gattung Rhodococcus enthält eine Vielzahl von grampositiven, aeroben, säurefesten, stäbchenförmigen Bakterienarten, die im Boden leben und weit verbreitet sind. Das Genom ist für Bakterien außergewöhnlich groß.

## Merkmale

### Erscheinungsbild
Die Zellen der Arten von Rhodococcus sind grampositiv, manchmal auch gramvariabel. Es können kurze stäbchenförmige Zellen, aber auch verzweigte Filamente beobachtet werden, wie sie auch bei anderen Gattungen der Actinomycetales (z. B. Amycolatopsis oder Streptomyces) vorkommen. Die Zellen machen einen Entwicklungszyklus durch, beginnend mit kurzen Stäbchen oder kokkoiden Zellen. Diese keimen zu filamentösen Zellstrukturen aus, die sich – ähnlich wie die Hyphen von Pilzen – verzweigen können. Die Filamente und Hyphen fragmentieren anschließend wieder, dabei werden erneut plumpe stäbchenförmige Zellen gebildet. Bei einigen Bakterienstämmen wird neben dem Substratmyzel auch ein Luftmyzel gebildet. Je nach Abschnitt im Entwicklungszyklus verfügen die Zellen über eine säurefeste Zellwand. Dies ist – wie bei den verwandten Gattungen Mycobacterium und Nocardia – durch die Einlagerung von Mykolsäuren in der Bakterienzellwand begründet.
Die Kolonien sind häufig gefärbt, dies ist auch im Gattungsnamen vermerkt. Bei verschiedenen Stämmen treten cremefarbene, gelbe, orange oder rote Kolonien auf. Sie können rau oder glatt bis schleimig erscheinen.

### Wachstum und Stoffwechsel
Alle Arten von Rhodococcus sind heterotroph, sie führen keine Photosynthese durch. Sie sind strikt aerob, d. h. auf Sauerstoff angewiesen. Der Katalase-Test fällt positiv aus. Rhodococcus-Arten können zahlreiche organische Verbindungen für ihren Stoffwechsel nutzen und diese abbauen. Die Temperaturen für optimales Wachstum liegen für die meisten Stämme zwischen 15 und 40 °C.

### Chemotaxonomische Merkmale

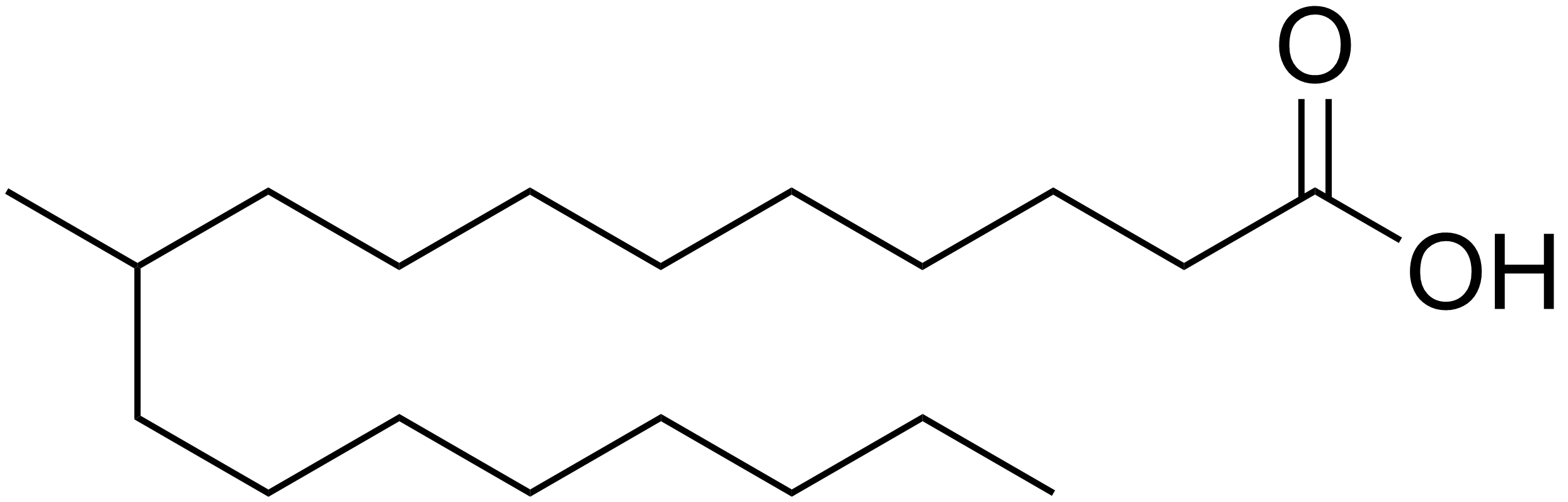
Strukturformel von Tuberkulostearinsäure, eine verzweigtkettige Fettsäure, die zuerst bei Mycobacterium tuberculosis gefunden wurde, aber auch in den Membranlipiden von Rhodococcus-Arten vorkommt.

Die Mureinschicht in der Zellwand enthält die Diaminosäure meso-Diaminopimelinsäure als diagnostisch wichtige Aminosäure in der Peptidbrücke, außerdem noch Glutaminsäure und Alanin. Der Peptidoglycan-Typ ist A1γ. Diagnostisch wichtige Zucker sind Arabinose und Galactose. Das Haupt-Menachinon ist MK-8(H2). Die Phospholipide in der Zellmembran bestehen hauptsächlich aus Diphosphatidylglycerin, Phosphatidylethanolamin und Phosphatidylinositol (letzteres auch mit Mannose verbunden). Einige wenige typische Fettsäuren in der Zellmembran lassen sich nicht festlegen. Das Fettsäuremuster beinhaltet größere Mengen an gesättigten Fettsäuren, wie C16:0 (Hexadecansäure bzw. Palmitinsäure) und einfach ungesättigten Fettsäuren, wie C18:1 cis-9 (cis-9-Octadecensäure bzw. Ölsäure). Auch verzweigtkettige Fettsäuren kommen vor, hier ist die Tuberkulostearinsäure (10-Methyl-Octadecansäure, C18:0 10-Me) ein häufiger Vertreter.
Der GC-Gehalt in der Bakterien-DNA liegt bei 63 bis 73 Mol-Prozent, was der Einordnung in der Abteilung der Actinobacteria entspricht. Das Genom des Stammes Rhodococcus sp. RHA1 (nun der Art Rhodococcus jostii zugeordnet) wurde 2006 bereits vollständig sequenziert. Das Genom umfasst ca. 9,7 Mio. Basenpaare und gilt damit als eines der größten Bakteriengenome überhaupt. Verpackt ist das Genom in einem linearen Bakterienchromosom und drei linearen Plasmiden. Lineare Chromosomen sind bei Prokaryoten ein seltenes Merkmal.
Für phylogenetische Untersuchungen werden die Nukleotide der 16S rRNA bestimmt, ein für Prokaryoten typischer Vertreter der ribosomalen RNA. Dies geschieht, um die Verwandtschaftsverhältnisse der Mikroorganismen untereinander zu klären. Bei Rhodococcus- ebenso wie bei Nocardia-Arten werden zusätzlich noch die in der Zellwand vorhandenen Mykolsäuren untersucht. Bei Rhodococcus-Arten bestehen die Mykolsäuren üblicherweise aus 30–54 Kohlenstoffatomen. So weist Rhodococcus rhodochrous Mykolsäuren auf, die insgesamt aus 38–46 Kohlenstoffatomen bestehen, bei R. erythropolis beinhalten die Mykolsäuren 34–40 C-Atome und bei R. equi 30–36 C-Atome. Die Ergebnisse der Untersuchungen führten dazu, dass mehrere Nocardia-Arten nun in der Gattung Rhodococcus geführt werden.

## Systematik

### Äußere Systematik
Die Gattung Rhodococcus in der Familie der Nocardiaceae wird zu der Unterordnung der Corynebacterineae in der Ordnung der Actinomycetales innerhalb des Phylum Actinobacteria gestellt. Seit 2009 enthält die erweiterte Familie Nocardiaceae neben Rhodococcus oder Nocardia noch weitere Gattungen, die früher der Familie Gordoniaceae zugerechnet wurden, wie die Gattungen Gordonia, Millisia und Skermania. Nahe verwandte Gattungen (die aber anderen Familien zugeordnet sind) sind das Mycobacterium und Corynebacterium.

### Innere Systematik
Bislang (Stand 2014) sind mehr als 40 Arten von Rhodococcus entdeckt worden. Rhodococcus rhodochrous ist die Typusart der Gattung, hier eine Auswahl an Arten:
- Rhodococcus aetherivorans Goodfellow et al. 2004
- Rhodococcus artemisiae Zhao et al. 2012
- Rhodococcus baikonurensis Li et al. 2004
- Rhodococcus cerastii Kämpfer et al. 2013
- Rhodococcus coprophilus Rowbotham & Cross 1979
- Rhodococcus corynebacterioides (Serrano et al. 1972) Yassin & Schaal 2005 (Synonym: Nocardia corynebacterioides Serrano et al. 1972)
- Rhodococcus equi (Magnusson 1923) Goodfellow & Alderson 1977 (Basonym: Corynebacterium equi Magnusson 1923); wichtigste Spezies für Infektionen beim Tier (Pferd, Ziege) und immunsupprimierten Menschen (AIDS-Infizierte)[1]
- Rhodococcus erythropolis (Gray & Thornton 1928) Goodfellow & Alderson 1979
- Rhodococcus fascians (Tilford 1936) Goodfellow 1984 (Synonym: Rhodococcus luteus (ex Söhngen 1913) Nesterenko et al. 1982)[8]
- Rhodococcus globerulus Goodfellow et al. 1985
- Rhodococcus gordoniae Jones et al. 2004
- Rhodococcus imtechensis Ghosh et al. 2006
- Rhodococcus jostii Takeuchi et al. 2002; zu dieser Art wurde der 2006 entdeckte Rhodococcus sp. RHA1 gestellt
- Rhodococcus koreensis Yoon et al. 2000
- Rhodococcus kroppenstedtii Mayilraj et al. 2006
- Rhodococcus maanshanensis Zhang et al. 2002
- Rhodococcus marinonascens Helmke & Weyland 1984
- Rhodococcus opacus Klatte et al. 1995
- Rhodococcus percolatus Briglia et al. 1996
- Rhodococcus phenolicus Rehfuss & Urban 2006
- Rhodococcus pyridinivorans Yoon et al. 2000
- Rhodococcus qingshengii Xu et al. 2007
- Rhodococcus rhodnii Goodfellow & Alderson 1979
- Rhodococcus rhodochrous (Zopf 1891) Tsukamura 1974 emend. Rainey et al. 1995 (Typusart, Synonym: Rhodococcus roseus (ex Grotenfelt 1889) Tsukamura et al. 1991)[2]
- Rhodococcus ruber (Kruse 1896) Goodfellow & Alderson 1977 (Synonym: Nocardia pellegrino)
- Rhodococcus triatomae Yassin 2005
- Rhodococcus trifolii Kämpfer et al. 2013
- Rhodococcus tukisamuensis Matsuyama et al. 2003
- Rhodococcus wratislaviensis (Goodfellow et al. 1995) Goodfellow et al. 2002 (Basonym: Tsukamurella wratislaviensis Goodfellow et al. 1995)
- Rhodococcus yunnanensis Zhang et al. 2005
- Rhodococcus zopfii Stoecker et al. 1994
- Rhodococcus sp. T091-5[9]

### Synonyme
Die Art Rhodococcus equi findet man oft auch unter dem Namen Corynebacterium equi, der als Basonym gilt. Weitere Synonyme für diese Art sind u. a.: Nocardia restricta, Bacillus hoagii, Corynebacterium purulentus, Mycobacterium equi, Mycobacterium restrictum und Proactinomyces restrictus.
Rhodococcus bronchialis wird nun als Gordonia bronchialis, R. rubropertinctus als Gordonia rubripertincta und R. sputi als Gordonia sputi zu der Gattung Gordonia gestellt. Auch R. aurantiacus (nun Tsukamurella paurometabola) und R. chlorophenolicus (nun Mycobacterium chlorophenolicum) wurden anderen Gattungen zugeordnet.

### Etymologie
Die Gattung Rhodococcus wurde 1891 von Wilhelm Zopf erstbeschrieben, er berichtete „über Ausscheidung von Fettfarbstoffen (Lipochromen) seitens gewisser Spaltpilze“. Der Gattungsname setzt sich aus den griechischen Worten rhodon („Rose“) und kokkos („Beere“) zusammen und bedeutet in etwa „roter Kokkus“, und bezieht sich auf die Farbe der Kolonien und die Form der Zellen, wobei diese eher kurze Stäbchen als echte Kokken sind.

## Vorkommen und Bedeutung
Rhodococcus-Arten sind weit verbreitet und im Boden und Wasser zu finden. Isoliert wurden sie unter anderem aus Böden unterschiedlicher geografischer Herkunft, Ozeansediment und dem Kot von Pflanzenfressern. Einige Rhodococcus-Stämme sind Krankheitserreger bei Menschen und Tieren (v. a. Pferde), andere sind pflanzenpathogen (R. fascians).
Der Organismus ist in der Lage, polychlorierte Biphenyle (PCB) umzuwandeln und kann so auf kontaminierten Böden leben. Auf einem mit Lindan kontaminierten Boden ist Rhodococcus sp. RHA1 extrahiert worden. Auch Versuche mit anderen Rhodococcus-Stämmen im Hinblick auf den Abbau umweltpersistenter Chemikalien verliefen erfolgreich. Die Bakterienstämme können Vinylchlorid (VC) und Trichlorethen (TCE) abbauen. Dabei werden Zellsuspensionen in einem flüssigen Nährmedium verwendet, das bis zu 40 mg/l Vinylchlorid bzw. 5 mg/l Trichlorethen als Zusätze enthält, die von den Bakterien abgebaut werden. Für den Abbau muss Sauerstoff zur Verfügung stehen. Auch weitere aliphatische und aromatische Kohlenwasserstoffe, teilweise auch chloriert, können von den Rhodococcus-Stämmen als Nahrungsquelle verwendet werden, darunter Benzol, Biphenyl und 1,1,1-Trichlorethan. Eine industrielle Nutzung von Rhodococcus erfolgt über die Herstellung von bioaktiven Steroiden, Acrylamid und Acrylsäure.